# Järnväg i Island

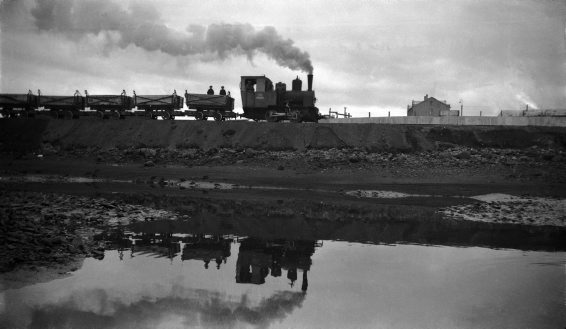
Ett av de båda lokomotiven som användes på järnvägen till Reykjavíks hamn. Foto 1913–1917

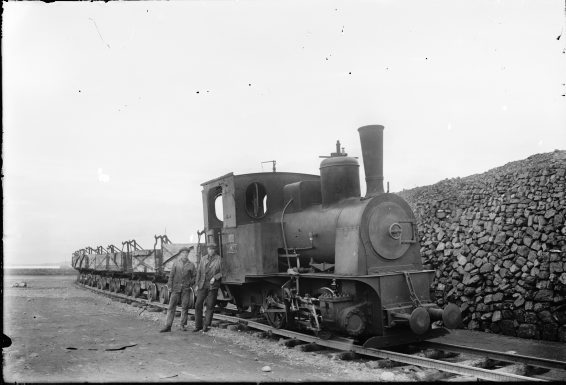
Godståg i hamnen. Loket står i dag uppställt på museet Árbæjarsafn i Reykjavik.

Island är ett av de länder som saknar spårburen trafik över huvud taget. Något järnvägsnät har heller aldrig existerat på ön, däremot har smalspåriga godsbanor funnits i Reykjaviks hamn, men dessa spår är upprivna. Historiskt sett är detta en av tre järnvägar som har fungerat på Island. De två andra är en enkel godsbana som fanns under bygget av Kárahnjúkars kraftverk cirka 2005-2009, samt en jordbruksbana som byggdes cirka 1930 för gården Korpúlfsstaðir strax öster om Reykjavik.

## Järnvägen till Reykjaviks hamn

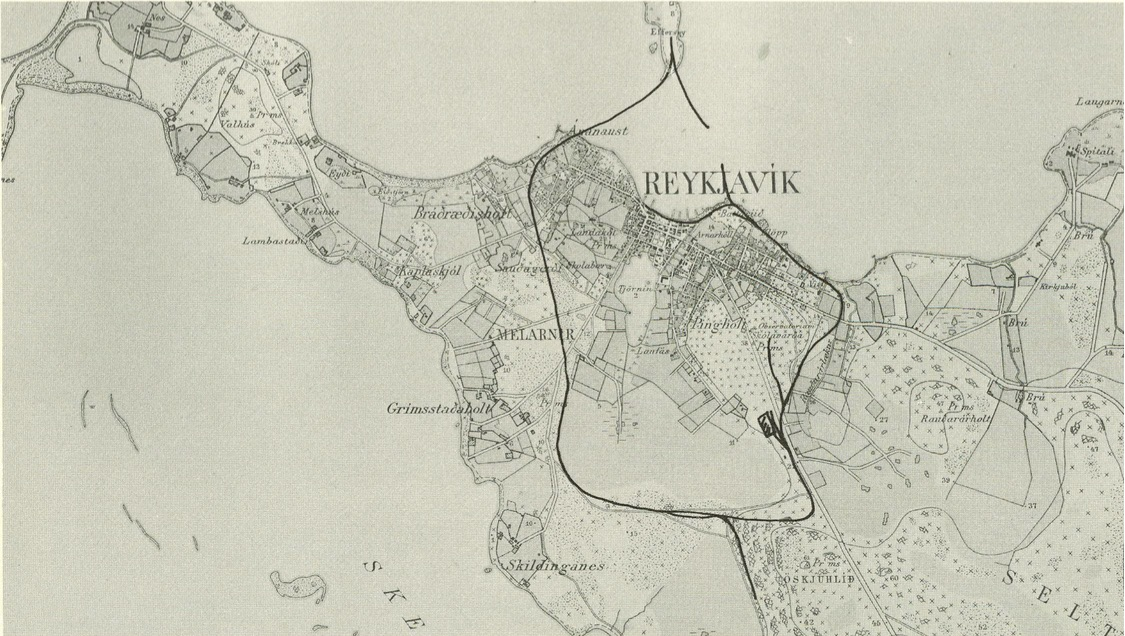
Karta över Reykjaviks hamn från 1902 av N. P. Kirk

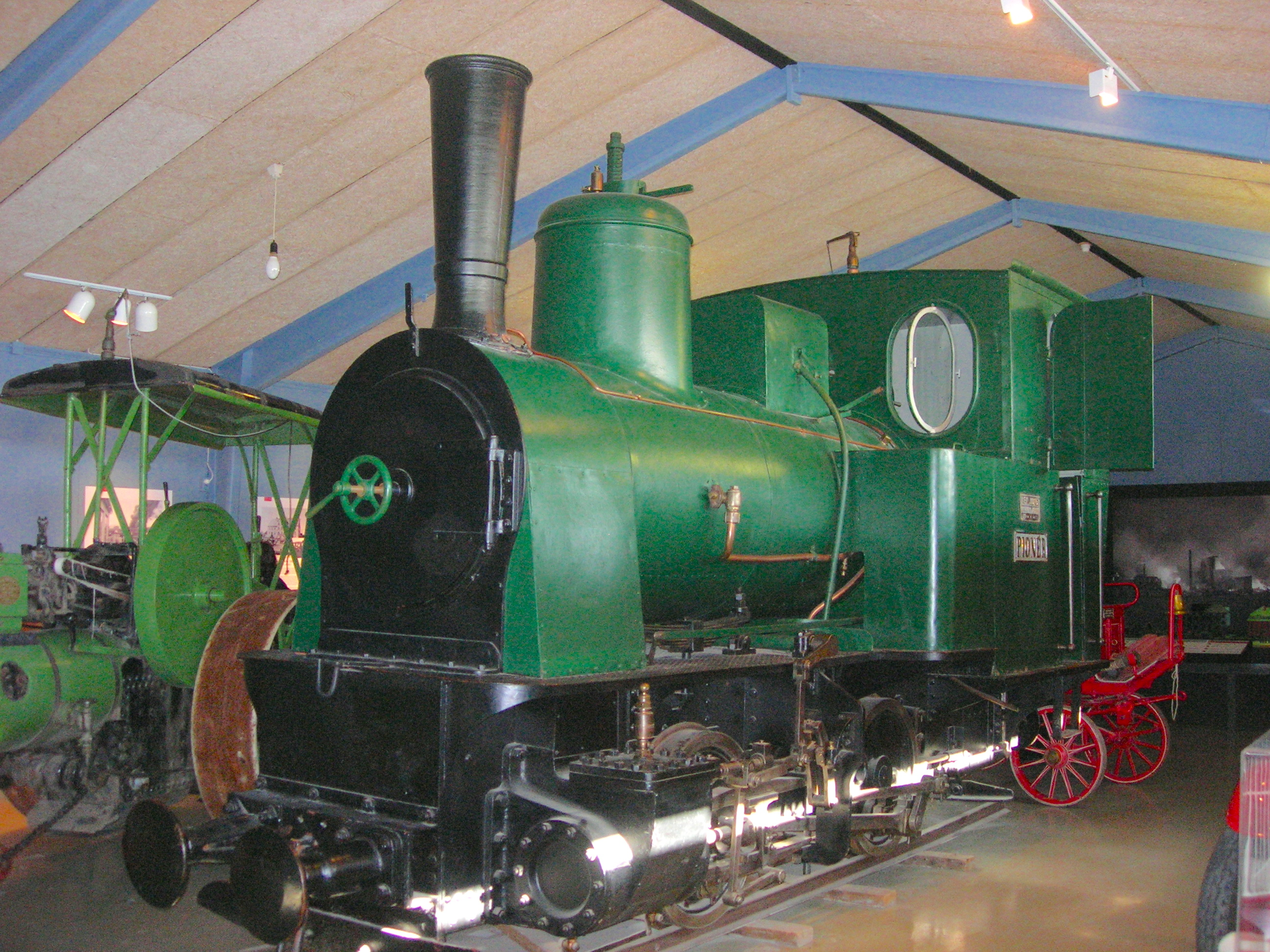
Lokomotivet Pionér finns bevarat än idag.

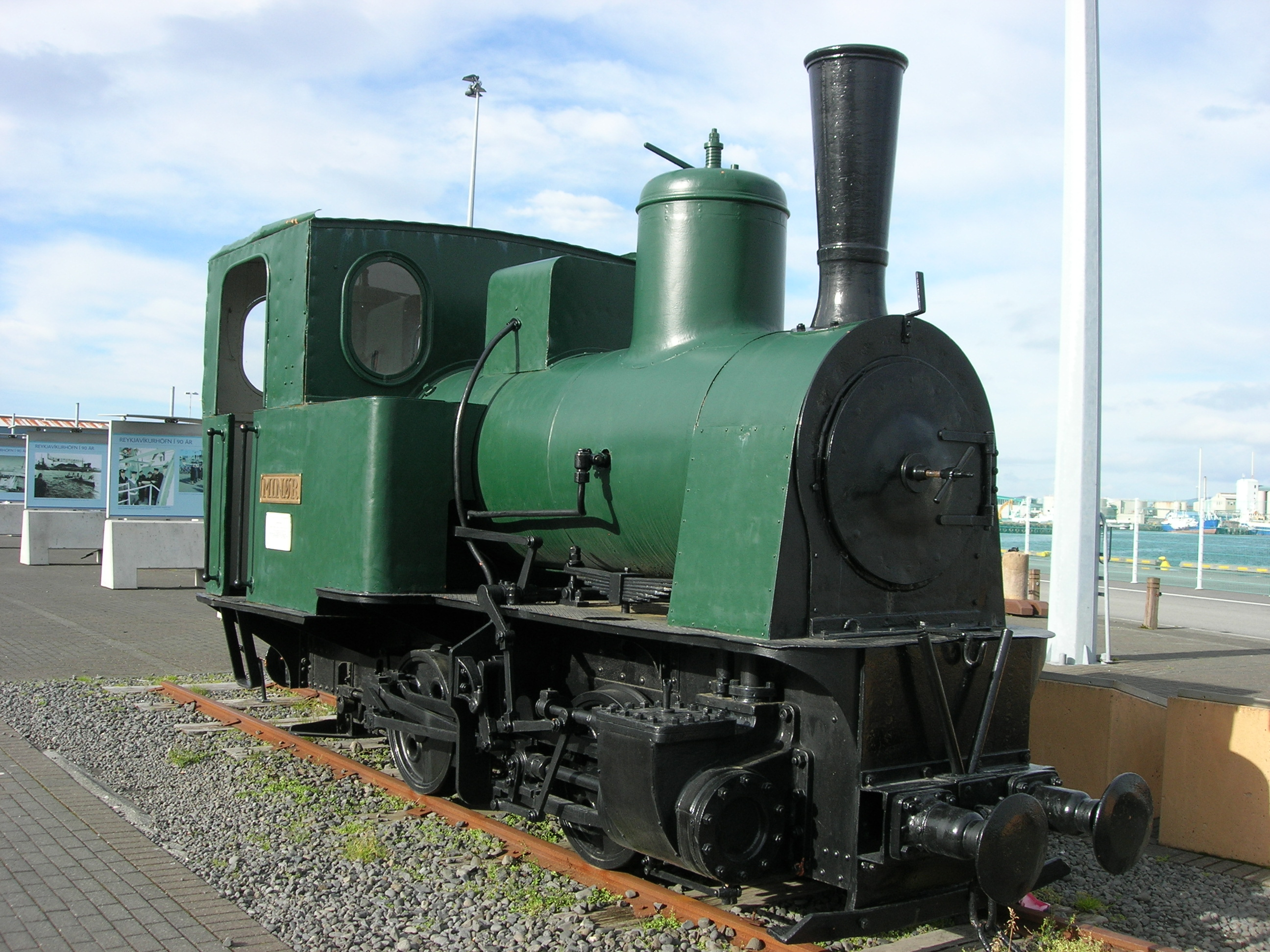
Lokomotivet Minør finns bevarat än idag.

Det förmodligen mest välkända isländska järnvägsprojektet är järnvägen till Reykjaviks hamn, med 900 mm smalspår, som fungerade från 1913 till 1928 för att bygga hamnens vågbrytare. Järnvägen gick från ett stenbrott utanför staden, Öskjuhlíð, varifrån den gick en kort bit till en knutpunkt, förbipasserande slinga och sidospår. Knutpunkten låg strax söder om ett stort fält som blev (och förblir) Reykjaviks stads flygplats. Därifrån gick en linje västerut, runt den västra kanten av staden, innan den fortsatte längs den nybyggda västra hamnpiren till ön Effersey. En växel där tillät tåg att backa längs en ytterligare linje, byggd ut på den yttre hamnmuren och sträckte ut sig när själva muren blev längre. Från den första korsningen gick en andra linje österut runt gårdar till en lokdepå strax utanför staden, och vidare till en ytterligare korsning där en kort järnväg ledde in till en sekundär stenbrytningsplats (nu i hjärtat av huvudstadens bostadsområde). Huvudlinjen fortsatte till ytterligare en knutpunkt vid kanten av hamnen. Därifrån gick en linje längs kajkanten (där ett av loken idag finns bevarat utställt), medan den andra löpte ut längs den östra hamnmuren.
I slutet av 2022 hittades järnvägsspår på kullen Öskjuhlíð, som troligen användes vid byggandet av Reykjavíks flygplats av den brittiska armén under andra världskriget. Rälsen, som är av god kvalitet, togs också till Árbæjarsafns friluftsmuseum.

### Rullande materiel
Järnvägen till hamnen drevs av två ånglok byggda av Jung motorföretag i Tyskland, som båda har bevarats. De byggdes på 1890-talet i Tyskland och användes ett kort tag i Danmark innan de importerades till Island 1913 för hamnjärnvägsprojektet. Lokomotivet Pionér finns nu på en  utställning på det isländska folkmuseet i Árbær, medan lokomotivet Minør, som efter många års förvaring under högar av skräp nu finns på en utomhusutställning i Reykjavík. En skalenlig modell av en del av järnvägen, som visar ett av loken i arbete, visas i museet Sjóminjasafnið í Reykjavík. Minør var den första som drogs tillbaka, medan Pionér (som hade fått en ersättningspanna 1910 för att förlänga dess livslängd) fortsatte att fungera tills järnvägen stängdes 1928.
De viktigaste fordonen på järnvägen var fyrhjuliga öppna vagnar. Ett stort antal av dem kördes, och de byggdes med helt öppna sidor för lastning och lossning.

### Incidenter
Islands första järnvägsolycka inträffade på järnvägen till Reykjaviks hamn. Uppgifter i museet Árbær visar att båda loken var inblandade i olyckor mellan de två världskrigen. Pionér spårades avsiktligt ur av vandaler, som placerade en kedja tvärs över banan och tyngde ner dess två sidor med stenar. De hävdade senare att de testade lokets prestanda, eftersom det redan hade överlevt deras tidigare experiment med att placera mynt och plankor på banan. Minør var inblandad i en olycka när ett spåravsnitt gav vika under loket. Det visade sig senare ha orsakats av ruttna träslipers som stödde den delen av spåret.

## Korpúlfsstaðir gårdsjärnväg
Korpúlfsstaðir var en av de första industrigårdarna på Island. Det byggdes 1930 av den isländska industrimannen Thor Jensen och låg i utkanten av Reykjavík, på vägen till Þingvellir. Gården var utrustad med ett 600 mm smalspårigt järnvägsnät, vilket möjliggjorde transport av varor och material runt gården. Den rullande materielen bestod huvudsakligen av fyrhjuliga vagnar. Det fanns inga lokomotiv under något av de dokumenterade besöken på järnvägen (1984 och 1993), och tågen växlades för hand av gårdens personal. Det är inte känt om järnvägen ursprungligen var utrustad med lokomotiv. Gården Korpúlfsstaðir har nu stängt och på platsen finns nu en golfbana och en grundskola, med de flesta av de ursprungliga gårdsbyggnaderna. Det finns ingen bevarad del av detta järnvägsnät.

## Järnvägen till Kárahnjúkar
En dieseldriven järnväg byggdes under de första åren av 2000-talet, i samband med byggandet av Kárahnjúkars vattenkraftverk. Järnvägen bestod av tre tåg, som färdades dygnet runt, och transporterade människor, betong och andra föremål för att hålla borrmaskinerna igång. Tågsätten bestod av vitfärgade lok och vagnar, byggda av tyska Schöma. Järnvägens livslängd var begränsad till projektets byggperiod och den har nu stängts. Mycket av den utrustning som användes hyrdes av Schöma i Tyskland och returnerades dit.
Islands första tågkollision inträffade 2004. Ett passagerartåg som transporterade byggnadsarbetare körde in i ett cementtåg i en tunnel i berget Valþjófstaðarfjall. Tre personer skadades.

## Planerad järnvägslinje mellan Reykjavík och Keflavíks flygplats
Det har funnits förslag om en passagerarjärnväg från Reykjavík till Keflavíks internationella flygplats, i början av 2000-talet. 2003 lades idén på en flygplatsjärnväg ned och istället byggdes en väg med dubbla körbanor (väg 41) som öppnade 2008.
En planerad järnvägslinje föregick Islands finanskris 2008-2011 och lades på hyllan av den. Planeringen började igen först 2013.
Under 2014 genomfördes en förstudie av Ráðgjöf og verkefnastjórnun, som förklarade att en höghastighetsjärnväg från Reykjavík till Keflavíks flygplats skulle vara genomförbar med det ökande antalet turister som kommer till Island och antalet passagerare på Keflavíks internationella flygplats. Projektet har börjat söka finansiering och har haft samtal med de lokala kommunerna om planering och linjedragning av järnvägen.
Fram till och med 2015 hade planeringskostnader på 3,3 miljoner euro lagts på projektet. Det har angivits ett antal olika siffror för byggkostnaderna: 150 miljarder ISK (cirka 1,06 miljarder euro) och 85 till 100 miljarder ISK (cirka 700 till 810 miljoner euro).
Järnvägen skulle gå i dubbelspår från flygplatsen, ungefär parallellt med den nuvarande vägen, och skulle sedan ligga i tunnlar från Hafnarfjörður, med en terminal vid Reykjavíks huvudbusstation BSÍ. Den maximala körhastigheten skulle vara 250 km/h och resan skulle ta 15 minuter. 2015 skapdes "Fluglestin Þróunarfélag ehf.", med avsikt att ordna med finansiering för projektet och planeringen. Det föreslagna engelska namnet för projektet är "Lava Express". Ursprungligen var det planerat att bygget skulle starta 2020. 
Detaljplanering, inklusive förhandlingar med huvudentreprenörer, påbörjades 2016. Enligt olika uppskattningar bör det ta tre till fem år att bygga järnvägen.
Den största strukturella utmaningen för projektet är tunneln mellan Reykjavík och Straumsvík, särskilt eftersom de geologiska förhållandena i området för den framtida byggarbetsplatsen för närvarande endast är otillräckligt kända. Enligt pressrapporter från april 2019 kunde bygget ha startat tidigast 2022. Från och med 2022 är det dock osäkert om projektet kommer att förverkligas på grund av finansieringsproblem, och byggarbetet förväntas inte starta inom överskådlig framtid.

## Snabbspårväg
Det har också funnits seriösa förslag om ett spårvägssystem för huvudstadsregionen (Reykjavík, Kópavogur, Hafnafjörður). I Samtök Sveitarfélaga á Höfuðborgarsvæðinu (Föreningen av kommuner i huvudstadsområdet) huvudplan för huvudstadsområdet, Höfuðborgarsvæðið 2040, skissar transportdelen en plan för att skapa ett spårvägs-/BRT-system i huvudstadsområdet. Kommunernas chefer har gått med på översiktsplanen och visat intresse för detta förslag, som för närvarande är i planeringsskede. Det har gjorts påtryckningar på Alþingi och kommunerna för att klargöra hur projektet ska finansieras.